# Prostoma putelale
Prostoma putelale is een platworm (Platyhelminthes). De worm is tweeslachtig. De soort leeft in of nabij zoet water.
De platworm komt uit het geslacht Prostoma. Prostoma putelale werd in 1932 beschreven door Beauchamp.